# ارزنک قفقازی
ارزنک قفقازی، ارزنک سبلانی (نام علمی: Milium schmidtianum) نام یک گونه از سرده ارزنک است.